# Meteorus heliophilus
Meteorus heliophilus är en stekelart som beskrevs av Fischer 1970. Meteorus heliophilus ingår i släktet Meteorus och familjen bracksteklar. Inga underarter finns listade i Catalogue of Life.